# 山中寛
山中 寛（やまなか ひろし、1954年 - 2016年3月22日）は、日本の心理学者。鹿児島大学大学院臨床心理学研究科教授。専門は臨床心理学、スポーツ心理学、ストレスマネジメント教育。福岡県北九州市生まれ。九州大学大学院教育学研究科博士課程単位取得後退学。

## 略歴
- 1984年 - 九州大学大学院教育学研究科博士課程・単位取得後退学（教育心理学専攻）
- 1985年 - 鹿児島大学教育学部講師（スポーツ心理学）
- 1987年 - 鹿児島大学教育学部助教授（スポーツ心理学・臨床心理学）
- 2002年 - 鹿児島大学大学院人文社会科学研究科教授（臨床心理学専攻）
- 2003年 - 鹿児島大学大学院人文社会科学研究科臨床心理学専攻長・心理臨床相談室長
- 2007年 - 鹿児島大学大学院臨床心理学研究科（専門職大学院）研究科長・教授。
- 2013年 - 博士（心理学）・九州大学

## 所属学会
- 日本心理臨床学会
- 日本ストレスマネジメント学会（初代理事長）
- 日本臨床動作学会（理事）
- 日本リハビリテイション心理学会
- 日本スポーツ心理学会
- 日本心理学会（評議員）など

## 社会的活動等
- （財）日本臨床心理士資格認定協会認定・臨床心理士(登録番号第191号)（1988年〜）
- 九州大学大学院人間環境学研究科附属発達臨床心理センター研究員（1988年〜）
- 文部省スクール・カウンセラー活用調査研究事業スクール・カウンセラー（1995年〜2005年）
- 鹿児島県体育協会スポーツ医・科学委員会委員（1995年〜）
- 全日本アマチュア野球連盟選手強化本部医・科学部会委員（1997年〜）
- 日本オリンピック委員会強化スタッフ・スポーツカウンセラー（1997年〜）
- シドニーオリンピック野球チーム・スポーツカウンセラーとしてオリンピック帯同（2000年）
- ストレスマネジメント教育臨床研究会代表（1997年〜）
- 日本スポーツ心理学会資格認定特別委員会委員（1999年〜2004年）
- 日本ストレスマネジメント学会理事長（2002年〜）
- 日本臨床動作学会理事（2004年〜）
- 日本心理学会評議員（2004年〜）など

## 著作
著書
- 『動作とイメージによるストレスマネジメント教育・基礎編』（1999年、北大路書房）
- 『動作とイメージによるストレスマネジメント教育・展開編』（2000年、北大路書房）
- 『絵本で学ぶストレスマネジメント2　本番によわい　わん太くん』（2013年、遠見書房）
- 『ある臨床心理学者の自己治癒的がん体験記 余命一年の宣告から六年を経過して』(2016年、金剛出版)

監修ビデオ
- 『学校におけるストレスマネジメント教育』（1999年、南日本放送）(2012年、DVD)
- 『こころを育むストレスマネジメント技法』（1999年、南日本放送）(2012年、DVD)